# Мужская сборная Австрии по флорболу
Мужская национальная сборная Австрии по флорболу — представляет Австрию на международных соревнованиях по флорболу. Управляющей организацией является Ассоциация флорбола Австрии (нем. Österreichischer Floorball Verband).

## Результаты выступлений

### Чемпионаты мира
| Год        | Победы         | Ничьи          | Поражения      | Место          |
| ---------- | -------------- | -------------- | -------------- | -------------- |
| 1996       | не участвовали | не участвовали | не участвовали | не участвовали |
| 1998       | 3              | 0              | 2              | 11             |
| 2000       | 2              | 2              | 1              | 10             |
| 2002       | 5              | 0              | 1              | 10             |
| 2004       | 0              | 0              | 5              | 10             |
| 2006       | 3              | 0              | 2              | 15             |
| 2008       | 3              | 0              | 3              | 14             |
| 2010—н. в. | не участвовали | не участвовали | не участвовали | не участвовали |